# Espécie nativa

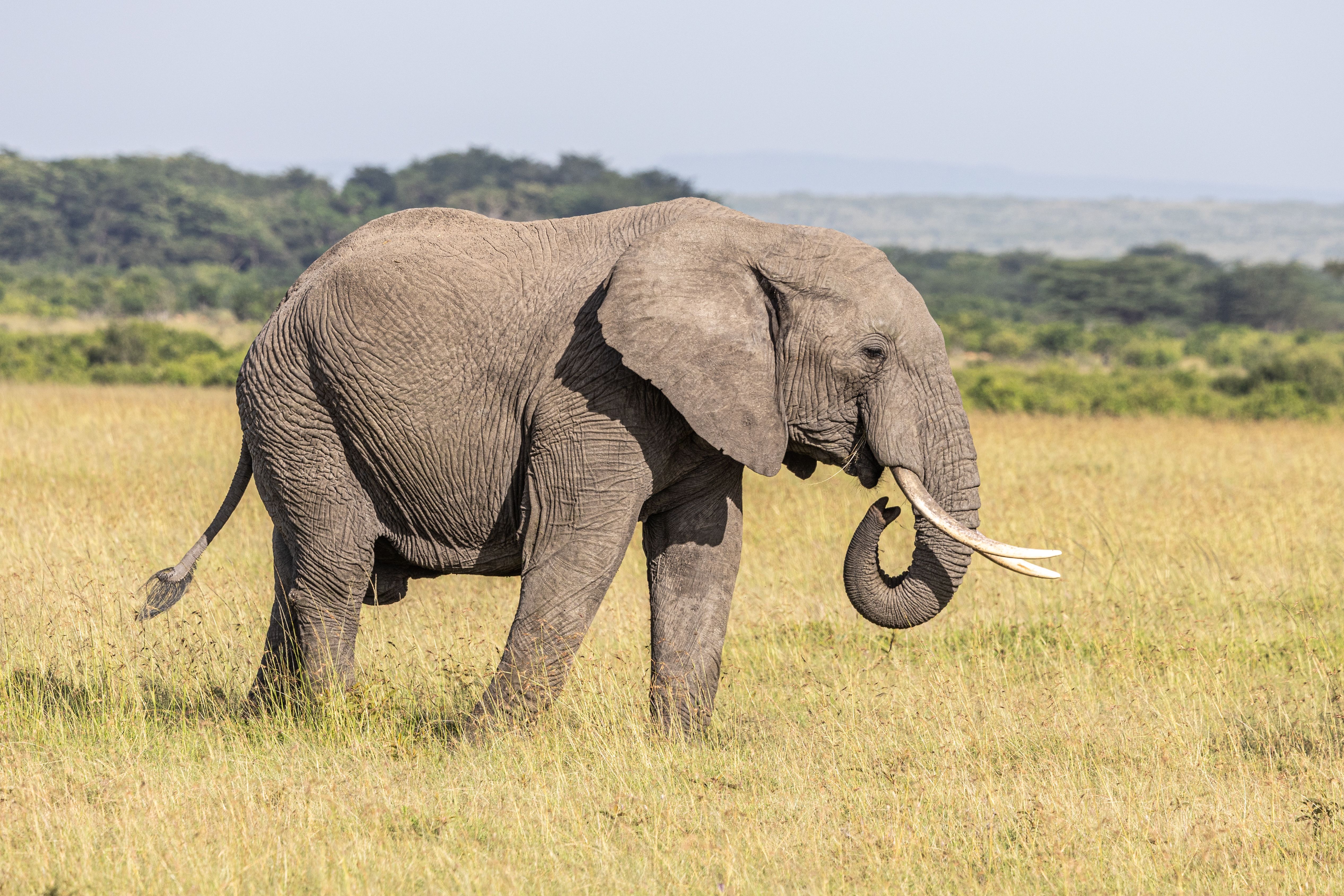
Elefante, espécie nativa da África e Ásia.

Espécie nativa, silvestre ou autóctone é a que é nativa ou natural de um determinado ecossistema ou região. Quando uma espécie não habita seu local natural, isto é, quando ela foi introduzida pelo homem em um determinado local, então esta espécie é considerada uma espécie exótica para aquele local. Por exemplo: o flamboyant é uma árvore nativa de Madagascar, porém, no Brasil — onde foi introduzida —, é considerada exótica.
Uma espécie nativa não é necessariamente uma espécie endêmica. Na ecologia, uma espécie endêmica é uma espécie que ocorre exclusivamente em um determinado bioma ou ecossistema.